# Nir (shahrestan)
Nir (persiska: شهرستان نير , Shahrestan-e Nir) är en shahrestan, delprovins, i Iran.   Den ligger i provinsen Ardabil, i den nordvästra delen av landet, 400 km nordväst om huvudstaden Teheran.
Delprovinsen hade 20 864 invånare 2016.